# Sabia fasciculata
Sabia fasciculata är en tvåhjärtbladig växtart som beskrevs av Paul Lecomte och L. Chen. Sabia fasciculata ingår i släktet Sabia och familjen Sabiaceae. Inga underarter finns listade.